# Institutul Național de Cercetare-Dezvoltare pentru Utilaj Petrolier
Institutul Național de Cercetare-Dezvoltare pentru Utilaj Petrolier (IPCUP) este un institut de cercetare din România, înființat în anul 1954.
IPCUP se află în coordonarea Ministerului Economiei și Finanțelor, având ca obiect principal de activitate efectuarea de cercetări și asigurarea cerințelor tehnice pentru utilajele, instalațiile si echipamentele de foraj-extracție și armături industriale.
Produsele IPCUP sunt exportate pe cinci continente.
Institutul, care număra în anul 2000 peste 1.400 de angajați, a urcat România, alături de Rusia și Statele Unite, pe primele trei locuri în lume ca țară constructoare și exportatoare de utilaj petrolier.
Număr de angajați:
- 2011: 120[1]
- 2009: 155[2]